# Peugeot 5008
O Peugeot 5008 é um monovolume compacto da Peugeot, revelado em junho de 2009, e cuja comercialização teve início em Dezembro de 2009. As motorizações são idênticas às do Peugeot 308.

## Galeria
- Primeira geração  (2009-2017)
- Segunda geração (2017-2024)
- Terceira geração (2024-presente)